# ソット・チタラダ
ソット・チタラダ（Sot Chitalada、1962年5月5日 - ）は、タイ王国の元プロボクサー、元ムエタイ選手。チョンブリー県出身。元WBC世界フライ級王者。タイ王国では少数派のムスリム初の世界王者でもある。

## 来歴
プロボクシング転向前はムエタイ王者としての経歴を持つ。
1982年12月5日、プロボクシングデビュー。
1984年3月31日、5戦目で世界初挑戦。敵地でWBC世界ライトフライ級王者張正九（韓国）に挑むが、12回判定負けで王座獲得ならず。
1984年10月8日、8戦目で世界再挑戦。1階級上のWBC世界フライ級王者ガブリエル・ベルナル（メキシコ）に挑み、12回判定勝ちで王座獲得。その後、6度の防衛に成功。なお、1988年1月31日、6度目の防衛戦は唯一の日本での試合であり、大阪城ホールで神代英明（グリーンツダジム）と対戦し、7回終了TKO勝ちを収めている。この試合は、WBC世界ミニマム級王者井岡弘樹（グリーンツダジム）の初防衛戦も行われ日本で初めてのダブル世界タイトルマッチとなった。
1988年7月4日、7度目の防衛戦で無敗の挑戦者・金容江（韓国）と対戦し、12回判定負けで王座陥落。
1989年6月3日、金と再戦し12回判定勝ちを収め王座を再獲得。その後、4度の防衛に成功。1990年11月24日の4度目の防衛戦では6年前に世界初挑戦を退けられた張と再戦し、12回判定勝ちしている。
1991年2月15日、5度目の防衛戦でムアンチャイ・キティカセムとの同国人対決を6回TKOで落とし、2度目の世界王座陥落。
1992年2月28日、キティカセムと再戦したが、9回TKO負け。この試合を最後に引退した。

## 人物
1989年頃にソット・チタラダジムに武者修行へやってきた総合格闘家の平直行によると、当時のチタラダは試合前以外は朝遅くにサンドバッグを1発叩いただけでジムから帰るなど練習嫌いだったようである。平はまた、チタラダがタイで有名だった歌手と仲良くしている現場も目撃しており、女性と浮名を流すのもお手の物であったという。しかし、試合前の練習でスパーリングを行うと、スピードやパワーではなく絶妙な距離感を活かしてパートナーを翻弄したのを平は見た。そんなチタラダを平は「本当に天才っていうのはいるんだな」とその時思ったという。